# Ketapangia regulifera
Ketapangia regulifera là một loài bướm đêm thuộc họ Gracillariidae. Nó được tìm thấy ở Nhật Bản (quần đảo Ryukyu), Malaysia (Sarawak, West Malaysia, Kedah và Pahang), Philippines (Luzon) và Đài Loan.
Sải cánh dài 6.8-8.4 mm.
Ấu trùng ăn Terminalia catappa. Chúng ăn lá nơi chúng làm tổ.